# Dólar do Caribe Oriental
O dólar do Caribe Oriental (português brasileiro) ou dólar das Caraíbas Orientais (português europeu) (símbolo EC$; código: XCD) é a moeda de todos os sete membros plenos e um membro associado da Organização dos Estados do Caribe Oriental (OECO). Sucessor do dólar das Índias Ocidentais Britânicas, existe desde 1965 e é normalmente abreviado com o cifrão $ ou, alternativamente, EC$ para distingui-lo de outras moedas denominadas dólares. O EC$ é subdividido em 100 centavos. Está indexado ao dólar dos Estados Unidos desde 7 de julho de 1976, à taxa de câmbio de US$1 = EC$2,70.

## Estados que usam o dólar do Caribe Oriental

Países que utilizam o Dólar do Caribe Oriental em azul

Todos os membros da Organização dos Estados do Caribe Oriental usam o dólar do Caribe Oriental, tanto os países independentes Antígua e Barbuda, Dominica, Granada, São Cristóvão e Neves, Santa Lúcia e São Vicente e Granadinas, quanto o território ultramarino do Reino Unido de Monserrate.
Entre os membros associados, apenas o território britânico de Anguila utiliza a moeda.
Os outros dois membros associados, as Ilhas Virgens Britânicas e a Martinica, não usam o dólar do Caribe Oriental como sua moeda oficial. As Ilhas Virgens Britânicas utilizam o dólar americano, apesar de também pertencerem ao Reino Unido.
A Martinica, como parte da França, usa o euro como moeda.
A Guiana Britânica e Barbados já eram membros da União Monetária do Caribe Oriental, mas se retiraram em 1966 e 1972, respectivamente. Trindade e Tobago foi membro da antiga União Monetária das Índias Britânicas, mas retirou-se em 1964.

## História
O dólar do Caribe Oriental é emitido pelo Banco Central do Caribe Oriental (Eastern Caribbean Central Bank), com sede em São Cristóvão e Neves. Este banco foi instituído em um acordo em assinado em Porto da Espanha em 5 de julho de 1983, como o sucessor da Autoridade Monetária do Caribe Oriental (Eastern Caribbean Currency Authority). Esta moeda substitui a moeda colonial usada por estes países o  dólar das Índias Orientais Britânicas, usadas na extinta Federação das Índias Orientais.
As emissões em Cédulas possuem letras monetárias que permitem identificar o país responsável pela emissão conforme lista a seguir:
- A – Antígua e Barbuda
- D – Dominica
- G – Granada
- K – São Cristóvão e Neves
- L – Santa Lúcia
- M – Monserrate
- U – Anguila
- V – São Vicente e Granadinas

## Moedas

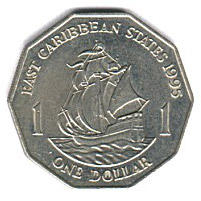
Moeda de 1 dólar do Caribe Ocidental

Moedas em Circulação:
- 5 cêntimos
- 10 cêntimos
- 25 cêntimos
- 1 dólar

## Cédulas (Notas)

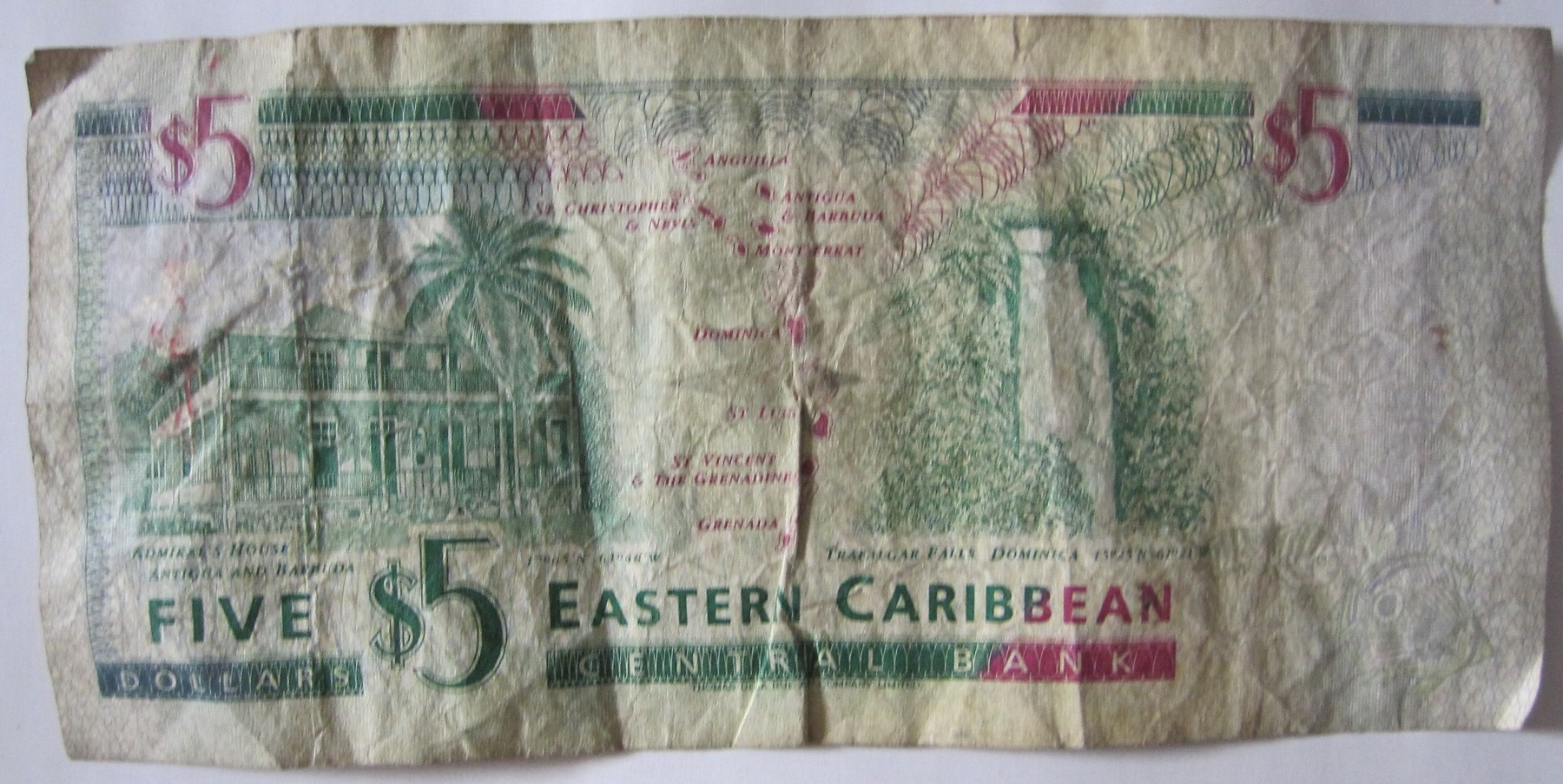
Nota de 5 dólares do caribe ocidental

Cédulas em circulação:
- 2 dólares
- 5 dólares
- 10 dólares
- 20 dólares
- 50 dólares
- 100 dólares